# 도베라이반도

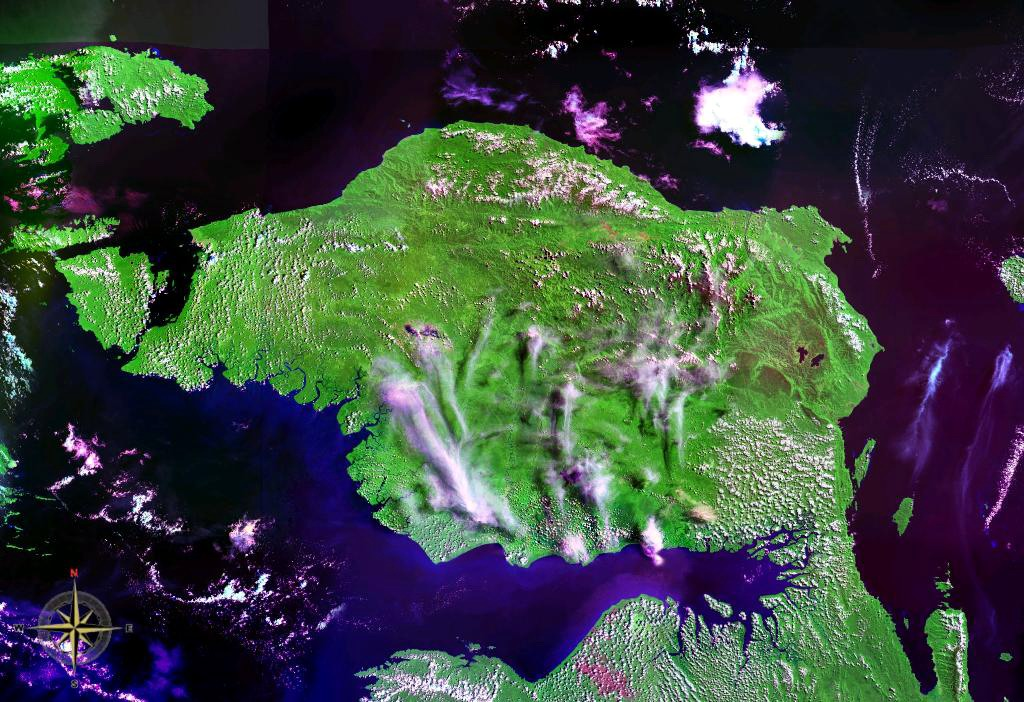
도베라이반도의 위성 사진

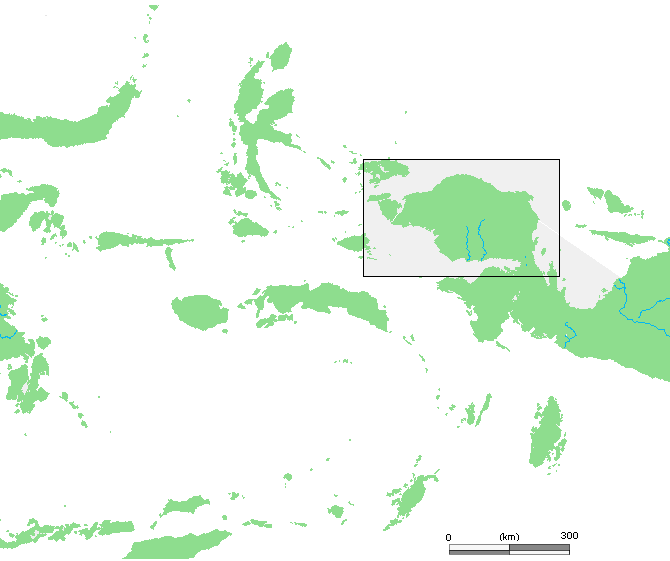
도베라이반도의 위치

도베라이반도(인도네시아어: Semenanjung Doberai)는 뉴기니섬의 북서쪽 끝에 있는 반도이다. 새의 머리 모양을 닮아서 새머리반도(인도네시아어: Kepala Burung, 네덜란드어: Vogelkop, 영어: Bird's Head Peninsula)라고도 불린다. 인도네시아의 행정구역상 남서파푸아주와 서파푸아주에 나뉘어 속한다.
동쪽은 츤드라와시만, 서쪽은 빈투니만과 접한다. 북쪽으로는 댐피어 해협을 사이에 두고 와이게오섬이 있고, 반도의 북서쪽에는 살라와티섬과 바탄타섬이 놓여 있다. 남북으로 약 200 km, 동서로 약 300 km 크기이다. 동쪽의 아라팍산맥에는 높이 3000 m 가까이 되는 산들이 있다.